# اتفاقيات ومعاهدات دولية
الاتفاقيات والمعاهدات الدولية هي عبارة عن المعاهدات واتفاقيات الأمم المتحدة وغيرها من الاتفاقيات الدولية. وهذا المفهوم الذي كان موجودًا في الأساس في القانون الروماني، أصبح فيما بعد مكونًا هامًا في القانون العام الدولي. والمكون الهام الآخر هو القانون الخاص بالأمم، أو قانون الأمم والذي يتم الرجوع إليه في دستور الولايات المتحدة البند الأول القسم 8 الفقرة العاشرة. وتعني الاتفاقيات والمعاهدات الدولية «القوانين التي يتم إبرامها بين الشعوب».
وهو يختلف عن قانون الأمم، كما يقول فرانسسكو مارتين ومن شاركوه في تأليف الكتاب "International Human Rights and Humanitarian Law" (2006)، لأن الاتفاقيات والمعاهدات الدولية تحتوي على حقوق الإنسان المعترف بها دوليًا.